# Assault Android Cactus
Assault Android Cactus — компьютерная игра в жанре shoot ’em up, разработанная независимой австралийской студией Witch Beam. Игра была выпущена на платформах Windows, macOS и Linux 23 сентября 2015 года, на консоли PlayStation 4 8 марта 2016, на консолях Xbox One и Xbox One X 7 ноября 2017 года, а также на консоли Nintendo Switch 8 марта 2019 года.

## Игровой процесс
Игра состоит из 25 уровней, поделённых на 5 зон. В каждой зоне, последним уровнем является сражение с боссом. Основной целью уровней является уничтожение всех враждебных роботов, которые атакуют игрока волнами. Игрок управляет одним из девяти андроидов, каждый из которых отличается по имеющемуся вооружению. Все андроиды имеют 2 режима стрельбы: обычный и использование мощного оружия, которое наносит большое количество повреждений, однако доступно для применения только на короткий промежуток времени, а после использования требует время на охлаждение перед повторной атакой. В игре отсутствует понятие «игровых жизней», вместо этого используется батарея, энергия которой уменьшается с каждой секундой: игра заканчивается, когда батарея полностью истощена и игрок не успел подобрать дополнительные источники питания. У каждого из андроидов есть 5 пунктов здоровья, когда в игрока попадают больше 5 раз за короткий промежуток времени, то андроид падает на пол и игрок может его поднять, быстро нажимая кнопки. Время от времени, из поверженных противников выпадает power-up, который даёт андроидам одно из трёх временных улучшений: Accelerate придаёт ускорение и блокирует часть урона, Shutdown выключает врагов и даёт андроиду временную неуязвимость или Firepower, который усиливает огневую мощь андроидов двумя дополнительными небольшими роботами. Если игрок не подбирает улучшение в течение определённого времени, то power-up циклически заменяется на другой. Кроме того, некоторые из игровых уровней динамически меняют свою топологию после отражения одной из волн врагов.

## Сюжет
События Assault Android Cactus развиваются в отдаленном будущем. Младший констебль Межпланетарной Полиции (англ. Interplanetary Police), разумный андроид по имени Кактус (англ. Cactus) расследует причину, по которой гражданское космическое грузовое судно Genki Star перестало выходить на связь три дня назад, послав перед этим неразборчивое сообщение. Во время внешнего осмотра корабля, происходит активация лазерной системы защиты от астероидов, которая атакует Кактус. Не желая возвращаться назад и составлять отчёт о проваленной операции, Кактус таранит стыковочный отсек и оказывается на борту. Оказавшись внутри она объединяется с командой корабля, также состоящей из разумных андроидов, которая оказывается атакованной роботами и прорываясь через орды врагов, ведёт группу к центральному ядру, которое отвечает за все процессы происходящие на корабле.

## Отзывы
| Сводный рейтинг       | Сводный рейтинг            |
| Агрегатор             | Оценка                     |
| --------------------- | -------------------------- |
| GameRankings          | 78,43 % (PC) 85,39 % (PS4) |
| Metacritic            | 79/100 (PC) 85/100 (PS4)   |
| Иноязычные издания    |                            |
| Издание               | Оценка                     |
| Destructoid           | 9/10                       |
| IGN                   | 8,8/10                     |
| The Escapist          | [ 7 ]                      |
| Русскоязычные издания |                            |
| Издание               | Оценка                     |
| Riot Pixels           | 65 %                       |
| Награды               |                            |
| Издание               | Награда                    |
| Intel Level Up 2013   | Best Action Game           |

Игра получила в основном положительные отзывы от игровой прессы. Средний балл на агрегаторе Metacritic составил 79 баллов из 100 для версии на персональных компьютерах и 85 баллов для версии на PlayStation 4.